# Acalypha nemorum
Acalypha nemorum là một loài thực vật có hoa trong họ Đại kích. Loài này được F.Muell. ex Müll.Arg. mô tả khoa học đầu tiên năm 1865.